# Poltys longitergus
Poltys longitergus là một loài nhện trong họ Araneidae.
Loài này thuộc chi Poltys. Poltys longitergus được Henry Roughton Hogg miêu tả năm 1919.